# Liogenys suturalis
Liogenys suturalis är en skalbaggsart som beskrevs av Blanchard 1851. Liogenys suturalis ingår i släktet Liogenys och familjen Melolonthidae. Inga underarter finns listade i Catalogue of Life.